# Xã Wright, Quận Ottawa, Michigan
Xã Wright (tiếng Anh: Wright Township) là một xã thuộc quận Ottawa, tiểu bang Michigan, Hoa Kỳ. Năm 2010, dân số của xã này là 3.147 người.